# Bannik

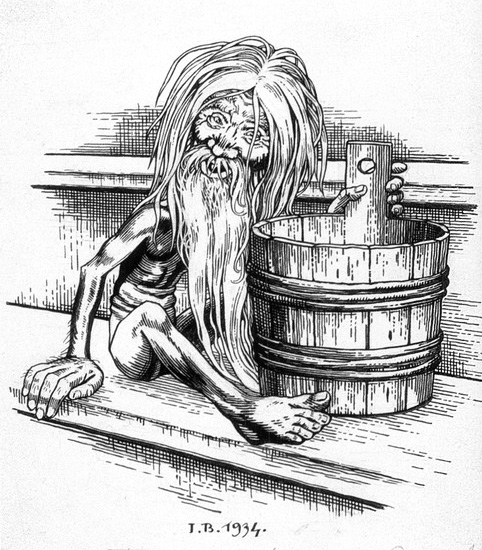
Bannik assis à côté d'un seau d'eau servant aux ablutions (ouchat)

Le bannik (russe Банник) est l'esprit des banias (бaня « bain ») dans la mythologie slave. Il élisait domicile dans la maisonnette adjacente à l'isba où les habitants venaient prendre leur bain. La pièce qui lui servait de domicile était dénuée d'images chrétiennes.
Il était de bon ton de laisser un peu d'eau pour le bannik après son bain. Après trois séries de baigneurs il réservait la pièce pour lui-même et agressait quiconque venait le déranger.